# Български наименования в Антарктика Щ
А | Б | В | Г | Д | Е | Ж | З | И | Й | К | Л | М | Н | О | П | Р | С | Т | У | Ф | Х | Ц | Ч | Ш | Щ | Ъ | Ю | Я
| наименование | вид на обекта | местоположение   | координати                                                          |
| ------------ | ------------- | ---------------- | ------------------------------------------------------------------- |
| Щерна        | ледник        | архипелаг Палмър | 63°59′45″ ю. ш. 61°53′10″ з. д. / 63.995833° ю. ш. 61.886111° з. д. |